# Babouchkine (ville)
Pour les articles homonymes, voir Babouchkine.
Babouchkine (en russe : Бабушкин) est une ville de la république de Bouriatie, en Russie. Sa population s'élevait à 4 486 habitants en 2019.

## Géographie
La ville de Babouchkine se situe en Bouriatie, une république de Russie située en Transbaïkalie, région de Sibérie orientale à l'est du lac Baïkal. La république fait partie du district fédéral extrême-oriental. Situé dans le raïon de Kabansk, un raïon de la république, la ville est le centre administratif du l'établissement urbain de Goussinooziorsk, une municipalité du raïon qui comprend deux autres localités,.
Babouchkine est située sur la rive méridionale du lac Baïkal, à 120 km à l'ouest-sud-ouest d'Oulan-Oude et à 4 328 km à l'est de Moscou. Le fuseau horaire de la ville est MSK+5 (heure d'Irkoutsk). Le décalage horaire appliqué par rapport au temps universel coordonné est +08:00.

### Climat
| Mois                              | jan.  | fév.  | mars  | avril | mai  | juin | jui.  | août | sep. | oct. | nov. | déc.  | année |
| --------------------------------- | ----- | ----- | ----- | ----- | ---- | ---- | ----- | ---- | ---- | ---- | ---- | ----- | ----- |
| Température minimale moyenne (°C) | −19,1 | −20,2 | −13,9 | −4,7  | 1,4  | 6,6  | 11,4  | 11,4 | 5,5  | −0,8 | −7,6 | −12,2 | −3,5  |
| Température moyenne (°C)          | −14,8 | −15   | −8,4  | 0,2   | 7    | 11,8 | 15,8  | 15,3 | 9,5  | 3    | −3,9 | −8,5  | 1     |
| Température maximale moyenne (°C) | −10,4 | −9,8  | −2,9  | 5,1   | 12,5 | 17   | 20,1  | 19,1 | 13,6 | 6,9  | −0,2 | −4,8  | 5,5   |
| Précipitations (mm)               | 22,9  | 8,8   | 13,1  | 26,1  | 44,6 | 77,5 | 100,1 | 101  | 65,9 | 28,6 | 30,3 | 27,2  | 546,1 |

La ville de Babouchkine appartient au raïon de Kabansk. Elle se trouve sur le chemin de fer Transsibérien (gare Myssovaïa), au kilomètre 5477 depuis Moscou, ainsi que sur la route M55 (en) Irkoutsk-Tchita.

## Histoire
La ville est fondée en 1892, d'abord comme bureau de poste, et connue sous le nom de Myssovsk (Мысовск) jusqu'en 1941. Elle est ensuite renommée Babouchkine en l'honneur du révolutionnaire bolchévik Ivan Babouchkine, arrêté et exécuté à la gare de Myssovaïa en 1906. Depuis 1926, la ville possède un petit musée qui lui est consacré.

## Population
Recensements (*) ou estimations de la population
| 1959* | 1970* | 1979* | 1989* | 2002* | 2010* | 2012  |
| ----- | ----- | ----- | ----- | ----- | ----- | ----- |
| 8 238 | 7 943 | 7 386 | 7 298 | 4 953 | 4 831 | 4 822 |

| 2013  | 2014  | 2015  | 2016  | 2017  | 2018  | 2019  |
| ----- | ----- | ----- | ----- | ----- | ----- | ----- |
| 4 746 | 4 712 | 4 651 | 4 623 | 4 542 | 4 513 | 4 486 |